# Форт-Пейн
Форт-Пейн (англ. Fort Payne) — місто (англ. city) в США, в окрузі Декальб штату Алабама. Населення — 14 877 осіб (2020).

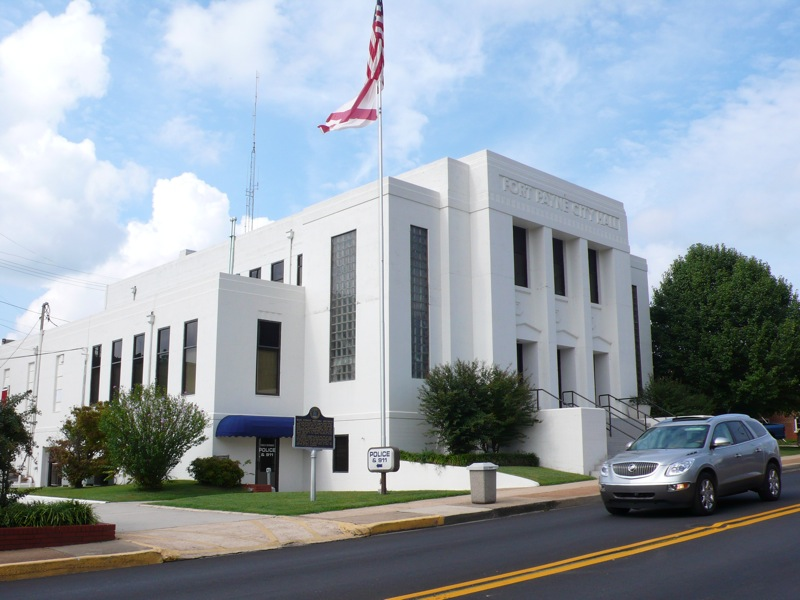
Мерія

## Географія
Форт-Пейн розташований за координатами 34°27′18″ пн. ш. 85°41′43″ зх. д. / 34.45500° пн. ш. 85.69528° зх. д. (34.454993, -85.695309).  За даними Бюро перепису населення США в 2010 році місто мало площу 144,63 км², з яких 143,71 км² — суходіл та 0,92 км² — водойми.

## Демографія

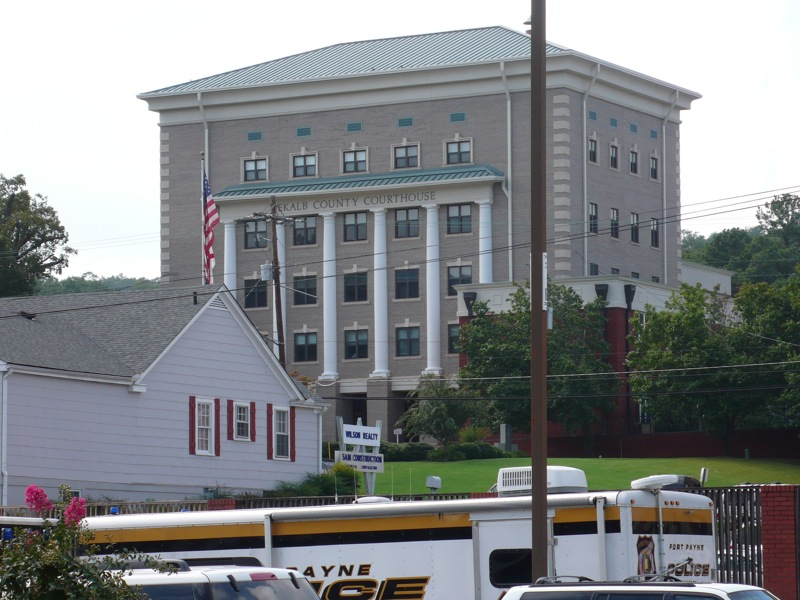
Окружний суд

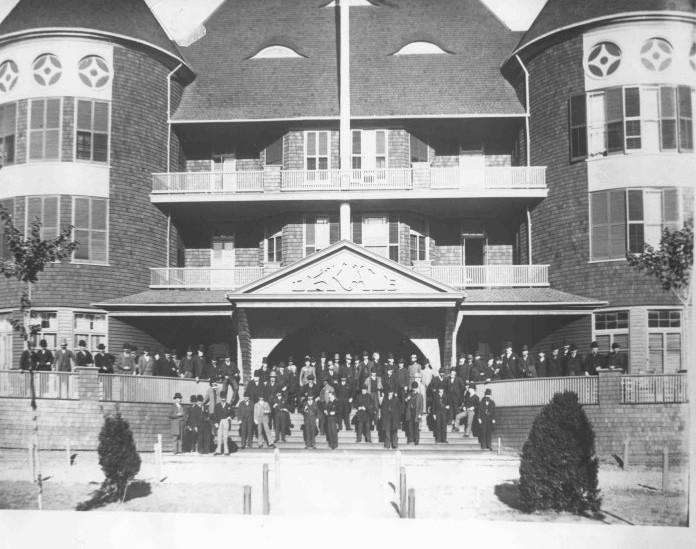
Готель «Декальб», близько 1890 р. Згорів 1918 р.

Згідно з переписом 2010 року, у місті мешкало 14 012 осіб у 5296 домогосподарствах у складі 3634 родин. Густота населення становила 97 осіб/км².  Було 6009 помешкань (42/км²).
Расовий склад населення:
| - 77,6 % — білих - 4,2 % — чорних або афроамериканців - 0,9 % — корінних американців - 0,8 % — азіатів - 0,2 % — вихідців з тихоокеанських островів - 13,9 % — осіб інших рас |

До двох чи більше рас належало 2,5 %. Частка іспаномовних становила 20,9 % від усіх жителів.
За віковим діапазоном населення розподілялося таким чином: 26,5 % — особи молодші 18 років, 59,4 % — особи у віці 18—64 років, 14,1 % — особи у віці 65 років та старші. Медіана віку мешканця становила 35,9 року. На 100 осіб жіночої статі у місті припадало 94,9 чоловіків;  на 100 жінок у віці від 18 років та старших — 91,9 чоловіків також старших 18 років.
Середній дохід на одне домашнє господарство  становив 49 962 долари США (медіана — 38 833), а середній дохід на одну сім'ю — 61 825 доларів (медіана — 48 036). Медіана доходів становила 38 931 долар для чоловіків та 23 936 доларів для жінок. За межею бідності перебувало 19,0 % осіб, у тому числі 24,9 % дітей у віці до 18 років та 15,1 % осіб у віці 65 років та старших.
Цивільне працевлаштоване населення становило 5672 особи. Основні галузі зайнятості: виробництво — 34,2 %, освіта, охорона здоров'я та соціальна допомога — 14,8 %, роздрібна торгівля — 12,9 %.